# Jurići (Žminj)
Jurići is een plaats in de gemeente Žminj in de Kroatische provincie Istrië. De plaats telt 118 inwoners (2001).